# Asunción de la Virgen (Juan de Mesa)
La Asunción de la Virgen es un relieve de Juan de Mesa realizado entre 1619 y 1620. Forma parte de un retablo ubicado en la Iglesia de Santa María Magdalena, en Sevilla (Andalucía, España).

## Historia

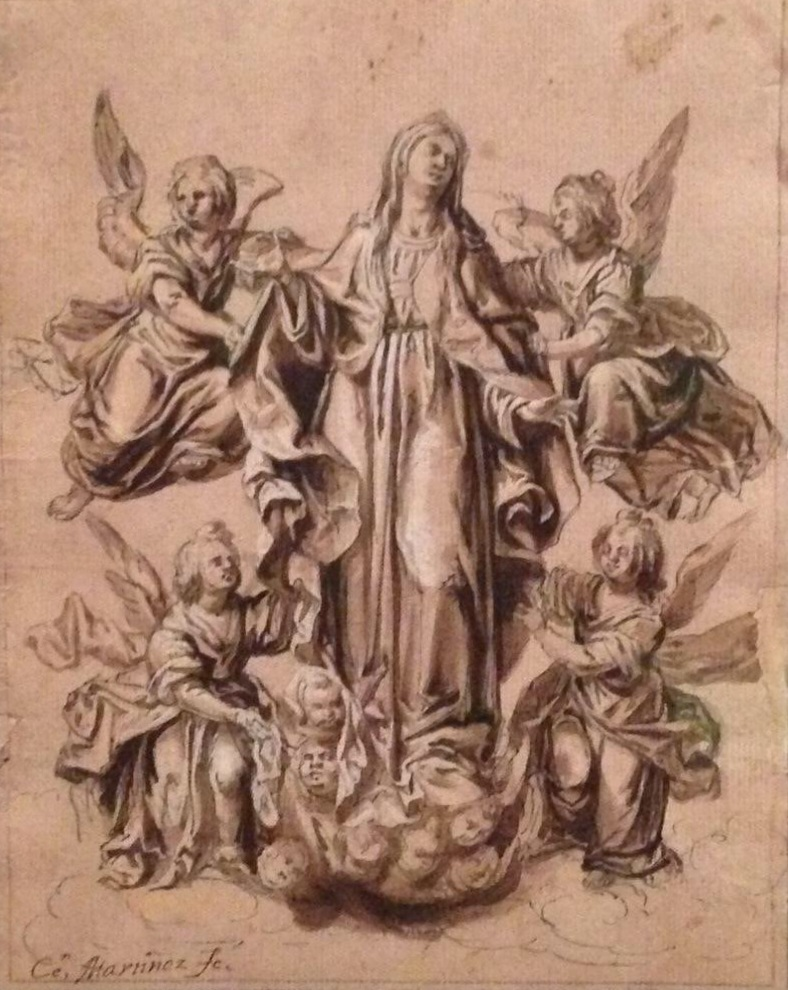
Posible dibujo preparatorio de Juan de Mesa para el relieve de la Asunción.

El escultor Juan de Mesa y el ensamblador Luis de Figueroa firmaron un contrato el 7 de diciembre de 1619 en virtud del cual, por 700 reales y en un plazo de 3 meses, se comprometían a realizar una imagen de la Asunción de la Virgen de dos varas con cuatro ángeles «que la van subiendo a los cielos, con un trono de serafines a sus pies y sus nubes alrededor … con más dos niños por remate; más de medio relieve y los niños redondos».
En la Colección Abelló se conserva el Álbum Alcubierre, obra de
Miguel Espinosa Maldonado de Saavedra y Tello de Guzmán, II conde del Águila; el folio número 39 de este álbum constituye muy posiblemente un dibujo preparatorio hecho por Juan de Mesa en relación con la ejecución del retablo, siendo además el único boceto que se conoce del escultor.

## Descripción

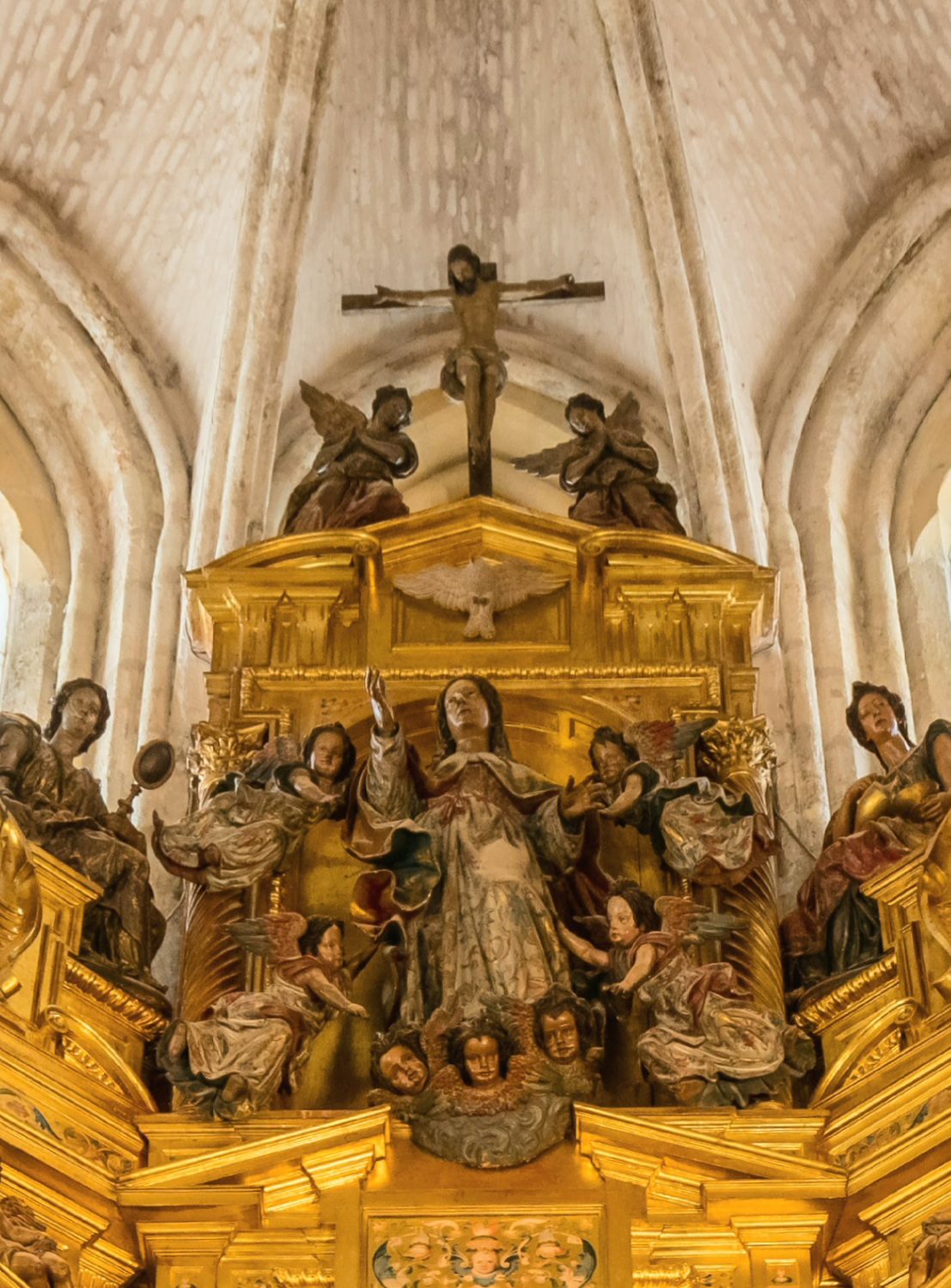
Escena de la Asunción en el ático del retablo mayor de la iglesia del Monasterio de San Isidoro del Campo.

### Talla
La talla de la Asunción consiste en un altorrelieve de 2,10 × 1,20 metros en el que la Virgen luce las características propias de esta advocación: rostro alzado, vista dirigida al cielo y brazos abiertos en disposición de elevarse. El rostro de María refleja calma y señal de aceptación, todo ello acentuado por una boca diminuta en la que parece dibujarse una leve sonrisa. El cabello, dividido, cae a ambos lados y crea pequeñas ondulaciones en los hombros y el pecho. Viste túnica de color blanco profusamente decorada con motivos florales y vegetales en los que prodominan tonos verdes y rojos. El cíngulo ceñido a la cintura produce una cascada de pliegues en vertical cuyo esquema queda roto por la posición adelantada de la pierna izquierda, la cual cambia el sentido de los drapeados y crea notables dobleces a los pies de la imagen. Por su parte, el manto dota de gran movilidad al conjunto debido al amplio vuelo de los ropajes y a la doblez en forma de círculo presente en el extremo que cuelga del brazo derecho de la Virgen, sobre cuya cabeza porta un velo y una aureola con rayos. Tanto el manto, dispuesto como si fuera una capa, como el velo y la túnica poseen un vistoso ribete en dorado que aporta luminosidad a la talla, la cual se apoya en una peana compuesta por las cabezas aladas de seis serafines.
La imagen de la Asunción está custodiada a ambos lados por un total de cuatro ángeles; los de la zona superior presentan un aspecto aniñado y parecen sujetar los ropajes de la Virgen, mientras que los de la zona inferior poseen un aspecto menos infantil y simulan impulsar a María durante su asunción, para lo cual se apoyan sobre nubes. En la base del relieve destacan dos rostros angelicales entre el cúmulo de nimbos que componen el fondo, hallándose en la cúspide, sobre la cabeza de la Virgen, otros dos los cuales quedan ocultos por la aureola.
El conjunto escultórico posee grandes similitudes con la escena de la Asunción presente en el ático del retablo mayor de la iglesia del Monasterio de San Isidoro del Campo, una de las obras cumbre de Martínez Montañés, maestro de Mesa, quien a su vez colaboró en la pieza en calidad de discípulo. En ambas la imagen de la Virgen constituye el eje en torno al que figuran el resto de personajes, divididos en dos grupos casi simétricos que a su vez enmarcan la pieza central. Del mismo modo, en las dos representaciones se puede apreciar la influencia del pintor Federico Zuccaro, siendo el cabello rizo de las tallas de los ángeles una característica típica en la obra de Montañés.

### Retablo
El retablo que cobija el relieve es de un cuerpo con una sola calle, banco, ático y altar. La calle se compone de una hornacina de medio punto presidida por el altorrelieve de la Asunción de la Virgen. El arco de esta hornacina se apoya en pilastras enteramente cubiertas de rocalla y rematadas por capiteles decorados con los rostros en relieve de dos ángeles, estando el arco coronado a su vez por el rostro de un ángel de mayor tamaño cercado por volutas. Enmarcando el conjunto y a distinto nivel horizontal destacan dos estípites ricamente ornamentados con relieves de guirnaldas y rocalla, rematados en la zona superior con capiteles corintios. El banco se halla presidido por la cabeza de un serafín cubierta de rocalla y custodiada por el relieve de dos volutas al igual que el ángel ubicado sobre la Asunción. Por su parte, el ático, también cercado por volutas, alberga una estructura rectangular rematada con un perfil mixtilíneo y decorado con guirnaldas, todo ello enmarcando un altorrelieve obra de Mesa en el que se representa la Coronación de la Virgen, quien figura con ambas manos sobre el pecho y un grupo de cabezas de querubines a sus pies. Dios Padre se sitúa a la derecha pisando la bola del mundo y mostrando un triángulo sobre su cabeza, símbolo de la Santísima Trinidad, completada a la izquierda por la figura de Jesús portando la Cruz y arriba en el centro por el Espíritu Santo bajo forma de paloma presidiendo un resplandor entre dos nubes.